# Сугорово (Ленінградська область)
Сугорово (рос. Сугорово) — присілок у Тихвінському районі Ленінградської області Російської Федерації.
Населення становить 10 осіб. Належить до муніципального утворення Цвильовське сільське поселення.

## Історія
Населений пункт розташований на історичній Новгородській землі, знищеній Московським царством у 15 столітті.
Згідно із законом від 1 вересня 2004 року № 52-оз належить до муніципального утворення Цвильовське сільське поселення.

## Населення
| 1879 | 1885 | 1910 | 1940 | 1958 | 1997 | 2002 |
| ---- | ---- | ---- | ---- | ---- | ---- | ---- |
| 110  | ↘101 | ↗157 | ↘156 | ↘85  | ↘35  | ↘21  |
| 2007 | 2010 |      |      |      |      |      |
| ↘19  | ↘10  |      |      |      |      |      |